# Finska
Finska (fin. Suomi), službeno Republika Finska (fin. Suomen tasavalta, šve. Republiken Finland) je nordijska država u sjeveroistočnoj Europi, ograničena Baltičkim morem na jugozapadu, Finskim zaljevom na jugoistoku i Botničkim zaljevom na zapadu. Finska ima granice sa Švedskom, Norveškom i Rusijom. Ålandski Otoci su, uz jugozapadnu obalu, pod Finskom vrhovnom vlašću, ali uživaju ekstenzivnu autonomiju.
Najveći dio Finske je nizak, blago valovit, šumovit kraj s mnogo jezera. Ima 187.888 jezera (većih od 500 m²) te 179.584 otoka. Rijeke se koriste za splavarenje drva. Veliko prometno značenje imaju i plovni kanali. Najveće prirodno bogatstvo su šume stoga glavno mjesto u industriji zauzima prerada drva, proizvodnja papira, namještaja i celuloze. U gušće naseljenom primorju razvio se Helsinki, glavni grad i najveća luka s razvijenom industrijom.
Finci pripadaju ugrofinskoj skupini naroda i govore finskim jezikom. Uz finski službeni jezik je i švedski. Godine 1995. postala je članica Europske unije. Godine 2023. postala je članica NATO-a.

## Zemljopis
Finska je sjevernoeuropska, nordijska i baltička zemlja. S obzirom na skandinavske zemlje s kojima graniči, Finska se može opisati kao nizinska država jer joj najviši vrh jedva prelazi 1.300 metara nadmorske visine. Za razliku od skandinavskih zemalja, Finska je također najčešće smatrana kontinentalnom zemljom bez obzira na to što izlazi na Baltičko more. Po mnogim osobinama je sličnija Kareliji i poluotoku Koli (Rusija), nego zemljama skandinavskoga poluotoka. Državni teritorij presijeca polarni krug, zbog čega je oko četvrtina njenog teritorija iznad sjeverne polarnice. Granica Finske se nalazi vrlo blizu Sjevernog ledenog oceana na koji je imala izlaz prije Drugog svjetskog rata. Državni teritorij se proteže od 60° do 70° sjeverne zemljopisne širine. Njena dužina u smjeru sjever-jug prelazi 1.100 km, a njena prosječna širina je 600 km. Površina Finske je 338.145 km² s 5.183.545 stanovnika (2002. godine) s prosječnom gustoćom od 16 stanovnika po km², što Finsku čini jednom od najrjeđe naseljenih zemalja u Europi. Graniči s Norveškom na sjeveru, na istoku s Rusijom, na jugozapadu s Baltičkim morem Finskim zaljevom te na zapadu s Botničkim zaljevom i Švedskom.

### Regionalna podjela
U regionalizaciji Finske jasno se ističu tri predjelno-fizionomske cjeline:
1. Finska Laponija
2. Jezerska Finska
3. Finsko primorje

Ta podjela odgovara i vertikalnoj regionalizaciji. Laponija odgovara regiji Sjeverne Finske, Jezerska Finska odgovara regiji Južne Finske, a regija Finskoga Primorja odgovara regiji Botničke obale.

### Finska Laponija
Finska Laponija je pretežno brežuljkasta regija izuzev krajnjeg sjeverozapada, gdje ima planinski karakter. Osobitost Laponije je manjak jezera, no izuzetak ipak čini jezero Inari. Na finskome se regiju naziva Lappi, a na švedskom Lapland. Zauzima oko trećinu državnog prostora (100.300 km²). Zimi je vrlo hladna (–15 °C do –20 °C) i pokrivena snijegom, dok za kratkog ljeta vlada ugodnija temperatura (zabilježeni apsolutni maksimum od +33 °C). Sjeverniji predjeli su pretežito tundra bez stabala, s lišajevima, ponekim grmom, malim močvarama i malim brojem cvjetonoša na ljeto, kada je i stanište mnogih ptica.
U ranijim vremenima regija je bila isključivo naseljena Saamima, zastarjelog imena „laponci”. Tradicionalni život Saama podrazumijeva uzgoj sobova i ribolov te nomadski i polunomadski način života. Smatra se da danas u Finskoj Laponiji nema više od 2.000 Saama, dok su u Norveškoj i Švedskoj populacije poprilično veće. Iako sve više postaju stalni stanovnici naselja, neki Saami i danas žive nomadskim životom. Otkada je 1929. godine izgrađen arktički put, u ovoj se regiji razvija i turizam. Uz suvremenu cestu dugu 460 km izgrađeni su hoteli s visokim konforom. Turističke atrakcije u regiji primarno su ribolov, skijanje i vožnja sanjkama koje vuku sobovi. Ipak, Sjeverna Finska je razmjerno ruralan i najrjeđe naseljen dio države. Nomadsko stočarstvo sobova i sječa šume su glavne privredne aktivnosti u regiji. Centar Finske Laponije je grad Rovaniemi koji leži na obali rijeke Kemi u blizini sjeverne polarnice. Upravni je, trgovačko-prometni i turistički centar Laponije te se ističe po trgovini kože.

### Jezerska Finska
Jezerska Finska se nalazi u središnjem dijelu države. Geomorfološki, dio je morenskih bedema kojima su stvorene brojne jezerske depresije. Zbog ove je regije Finska nazvana amfibijskom zemljom. U njoj se nalaze mnogobrojna glacijalna jezera, a pejsaž dopunjuju nepregledne četinarske šume. Najveće jezero je Saimaa, s cjelokupnim sustavom jezera pod imenom Velika Saimaa, površine od 4.400 km². Sva jezera su tektonski predisponirana, ali za njihovo konačno oblikovanje su bile značajne ledenjačka erozija i akumulacija. Najveća dubina jezera Saimaa je 82 m. Zapadno od Saime nalazi se jezero Päijänne površine 1.065 m², maksimalne dubine 93 m.  Jezera su međusobno odvojena kordonima morena, ali su hidrografski povezana riječnim tokovima i kanalima. Neke rijeke npr. Oulu, Komo imaju značajne vodne snage koje se iskorištavaju hidroelektranama. Oko jezera su nanizana mala sela s tradicionalnim drvenim kućama, dok neka naselja imaju fizionomiju gradskih naselja. Između jezera su izgrađene tri željezničke pruge u smjeru sjever – jug i dvije u smjeru zapad – istok. Kao gradska središta razvili su se Kuopio, Tampere i Lahti. Kuopio je izraziti centar drvne industrije te središte cijele regije i Finske. U sferi utjecaja grada je rudarski revir Finske gdje se proizvodi bakar, olovo, cink, azbest i kvarc. Tu se nalazi i rudarski centar Outokumpu. Najveći grad regije je Tampere, s preko 150.000 stanovnika. Poznat je po svojoj tekstilnoj, metalnoj i papirnoj industriji i nosi epitet finskoga Manchestera. Grad Lahti je u prijelaznoj oblasti. Ima funkciju etapne stanice u kojoj se okupljaju sudionici zimskih sportova. U istočnim i središnjim dijelovima regije osnovano je nekoliko desetina tisuća novih gazdinstava nastalih od doseljenika s teritorija koji su poslije Drugog svjetskog rata pripali SSSR-u.

### Finsko primorje
Finsko primorje je dio Finske s izlazom na Baltičko more, odnosno Botnički i Finski zaljev. U usporedbi s ostatkom Finske, u primorju nema za sjeverne zemlje prepoznatljivih morenskih sedimenata, ali su prisutni sedimenti morskog porijekla, ostaci nekadašnjeg Joldijskog mora. Iako je jedinstvena regija, može se podijeliti na dvije podregije: sjevernija, prostor oko Botničkog zaljeva, i južnija, prostor oko Finskog zaljeva.
Botničko primorje je pojas Finske uz istoimeni zaljev dug oko 700 km, uvelike izložen sjevernim vjetrovima. Od Švedske granice na sjeveru do grada Vaasa na jugu prostire se šuma. Značajnije naselje je grad Oulu, smješten na ušću istoimene rijeke koja je dio otoka istoimenog jezera. Poznat je kao centar drvne industrije u regiji. Sjevernije od njega nalazi se grad Kemi na istoimenoj rijeci Kemi, a funkcija mu je ista kao Oulua. Najjužnije točke Botničkog primorja su gradovi Vaasa i Pori.
Južno primorje, morenski greben uz Finski zaljev, naziva se „salpausselkä”. Regija ima povoljnije tlo i klimu, čime su stvoreni uvjeti za intenzivnu poljoprivredu, osobito pšenicu i šećernu repu, te stočarstvo, pored čega je i visoko industrijski razvijena. Također je i najgušće naseljena regija Finske. Obali su paralelne mnoge važne ceste i željeznice. Na jugozapadu je grad Turku, najstariji grad Finske, nekada i prijestolnica. Njegovi stanovnici pretežito govore švedskim jezikom. Okružen je skupinama otoka koji se na finskom jeziku zovu kari, a na švedskom skär. Nalazi se u blagoj klimi i plodnom okruženju te je bogat srednjovjekovnom arhitekturom. Nedaleko od Turkua se nalazi arhipelag Åland, koji je bliže Švedskoj nego Finskoj. Sastoji se od oko 6.500 otoka, od kojih je 80 naseljeno. Stanovnici pretežito govore švedski i bave se poljoprivredom i ribolovom. Najveći je grad regije, a ujedno i cijele države, Helsinki, velik i moderan kulturni, politički, trgovački i industrijski centar.

### Reljef
Finska je smještena na Baltičkom štitu. Štit je sačinjen od kristalnih škriljevaca, granita, gnajsa i vulkanita iz doba arhaika, a nabrao se tijekom prekambrija. Djelovanjem vanjskih sila teren je zatim uravnjen. U pleistocenu je područje Finske bilo potpuno prekriveno kontinentalnim glečerom. Pleistocenska glacijacija i glečeri općenito uvelike su utjecali na reljef zemlje. Ledenjaci su kod manje otpornih stijena erodirali površinske slojeve sve do podloge. Taj materijal je akumuliran u obliku morena. Morene su ogradile brojna jezera, zbog čega je Finska ispunjena jezerima. Oko 80 % Finske prekrivaju ledenjački nanosi u obliku morena i drumlina (izduženi brežuljci sastavljeni od gline i pijeska dužine 500 do 1000 metara, visine 20 do 30 metara). Veći dio površine čini blag, ravan reljef od 100 do 300 m nadmorske visine. U Laponiji se nalazi ravan u kojoj se bregovi dižu do 500 m nadmorske visine. Na sjeverozapadu Finske su posljednji izdanci Skandinavskih planina, gdje se nalazi i najviši vrh države, Haltiotuturi (1234 m).

### Klima
Zbog utjecaja okolnih vodenih površina, klima je značajno manje ekstremna od očekivanog s obzirom na položaj. Prosječna srpanjska temperatura na obali je 16 °C, a u veljači –9 °C. Količina padalina je 460 mm na sjeveru i 710 na jugu. Slab snijeg pokriva zemlju između 4 i 5 mjeseca u godini na jugu i 7 mjeseci na sjeveru. Helsinki u najhladnijem mjesecu ima prosječnu temperaturu od –6,3 °C, a Oulu na sjeveru –0,3 °C, dok je prosječna srpanjska temperatura u Helsinkiju 16,5 °C, a u Oulu 15,5 °C. Krajnji sjever je značajno hladniji. Siječanjska temperatura u Laponiji doseže –15 °C.

### Hidrologija
Za Finsku se kaže da je „amfibijska zemlja”, zemlja vode i kopna. Podaci o broju jezera u Finskoj se razlikuju, ali se procjenjuje da ih ima oko 60.000. Rijeke su većinom otoke pojedinih jezera, a najveća je Vuoksi, s vodopadom Imatrom, koja je otoka najvećeg finskog jezera Saimaa (1800 m²), a ujedno je i pritoka jezera Ladoge. Saimaa je 1968. godine plovidbenim kanalom spojena s Finskim zaljevom, a s druge strane povezana je s gradom Viborgom, kanalom dugim 60 km. Druga važna jezera su Päijänne, Kalla, Orivesi i Keitele na jugu te jezero Inari na sjeveru. Inari je smješten sjevernije od polarnog kruga, na 69° sjeverne zemljopisne širine, s maksimalnom dubinom od 60 m. Po nekim podacima, na jezeru ima 3000 otoka, a površina akvatorija bez otoka je 1000 m².

### Biljni i životinjski svijet
Ukupno oko 72 % Finske je pokriveno šumom. Osim na krajnjem jugu, gdje se mogu naći jasen, javor i brijest, šume su uglavnom četinarske, gdje dominiraju omorike i borovi. U Finskoj je poznato približno 1200 vrsta biljaka i paprati te oko 1000 vrsta lišajeva. Divljač, među kojom su medvjed, vukov, polarna lisica i divlja mačka, uglavnom živi u nenaseljenim sjevernim područjima. Sobovi, koje su pripitomili Saami, u divljini su ugroženog statusa. Divlje guske, labudovi, plovke i snježne žutovoljke prave gnijezda širom sjeverne Finske. Od riba su najčešće slatkovodne: losos, pastrva, štuka, grgeč, dok se iz slanih voda pojavljuju haringa i bakalar. U unutrašnjosti zemlje dominira sivo planinsko tlo, dok je sjeverni dio pokriven močvarnim tlom. Najplodnije tlo su obalske ravnice u južnom dijelu koje se sastoje od morske gline.

### Prirodna bogastva
Najvrjedniji resurs Finske je zasigurno plodna, šumska zemlja. Omorika, bor i srebrna jela su dominirajuće vrste drveća. Prirodni resursi zemlje su većinski drvo, treset, toplokrznene životinje, hidroenergija i riba. Finska također ima neka nalazišta metala od kojih se izdvajaju cink, bakar, željezo i nikal, dok se također pronalaze i vanadij, srebro te zlato. Najobilniji nemetali u zemlji su granit i vapnenac.

## Povijest
Najstariji tragovi o ljudskom postojanju u Finskoj potječu od 8000. godine pr. Kr. Primitivni lovci i sakupljači koji su tada nastanili područje vjerojatno su stigli s istoka. Proizvodnja lončarije karakterizira tip kulture iz kamenog doba poznate kao ukrasna keramika. Širenje kulture ratne sjekire (1800. – 1600. pr. Kr.) potencijalno je u Finsku došlo preko indoeuropskih naorda iz južnijih baltičkih regija, koji su bili i uspješni pomorci te uveli poljodjelstvo. Udruživanje kulture ratne sjekire s prethodnim stanovništvom dovelo je do nove Kiukainen kulture kamenoga doba. Brončano doba u Finskoj je započelo oko 1300. g. pr. Kr. Tijekom prvog razdoblja pretkršćanske ere i narednih stoljeća, ljudi su govorili prajezikom današnjih finskih jezika. Etnogenetski, finski narodi (što uključuje Saame, Karelijce i Estonce) ni s jednim od dvoje nemaju poveznica. Unutar Europe, najbliži etnički srodnici su im Mađari u Panonskoj nizini, s obzirom da su oba naroda dio ugrofinske skupine.
Prošlost Finske obilježilo je dugo razdoblje dominacije germanskih (prvenstveno Šveđana) i slavenskih naroda (Rusa). Dva naroda, Finci i Hemejci, pokršteni su na rimokatoličku vjeru, a Karelijce su Rusi preobratili na grčko-istočnu pravoslavnu vjeru. Šveđani su tijekom srednjega vijeka pokorili i politički prisvojili cijelu Finsku. Bila je sastavni dio Švedskog kraljevstva sve do 1809. godine, kada je predana Ruskom carstvu i postala vojvodina. Finska ostaje u Ruskoj vlasti sve do 1917. godine. U tom razdoblju, 1906. godine, Finska je promijenila izborni zakon i postala prva zemlja na svijetu koja je dala ženama pravo glasa i pravo da budu birane. Po proglašenju Lenjinovih socijalističkih naroda o samoopredjeljenju naroda Rusije, Finci su iskoristili trenutak i proglasili neovisnost 6. prosinca 1917. godine. Finsku je tijekom Drugog svjetskog rata napao SSSR te je Savezu bila primorana ustupiti dio Karelije, cijelu obalu jezera Ladoga i zaljev Petsamo na obali Barentsovog mora. Tim je promjenama granica Finska svedena na područje koje zauzima danas. Konačan mirovni sporazum sa Sovjetima potpisan je 1948. godine. Naknada štete u obliku robe široke potrošnje je isplaćena u potpunosti 1952. godine. Novi odnosi sa SSSR-om doveli su do ponovne legalizacije komunističke partije te sporazuma o prijateljstvu, suradnji i obostranoj pomoći.

## Stanovništvo
Finci čine više od 93 % populacije, a potomci Šveđana oko 6 %. Sjever države je naseljen s oko 2.500 Saama, a druge, manje grupe čine ispod od 1 % populacije. Iako su Šveđani u manjini, imaju vlastitu političku stranku, škole i druge institucije. Ukupno 67 % populacije naseljava urbana područja. Više od 93 % stanovnika navodi finski jezik kao materinski. Oko 6 % stanovnika, uglavnom koncentriranih na Ålandskom arhipelagu i jugozapadnoj obali, govore švedskim kao prvim jezikom. Saami govore samijskim ili laponskim jezikom, srodnom finskomu. Evangelistička luteranska crkva prevladava među Fincima; njeni članovi čine 86 % stanovništva. Sloboda vjeroispovjesti je zakonski garantirana. Pravoslavna Crkva u broju vjernika opada od Drugog svjetskog rata.
Prema procjenama Ujedinjenih naroda za 2018. godinu, Finska ima 5.520.535 stanovnika (16 stan./km²), što je čini jednom od najrjeđe naseljenih zemalja u Europi. Više od dvije trećine stanovnika je smješteno u južnim krajevima. Glavni grad, Helsinki, 2005. je godine imao oko 1.054.127 stanovnika. Sljedeća tri najveća grada po broju stanovnika su Tampere (281.092), Turku (242.153) i Oulu (166.053) koji su također industrijski centri.

### Jezici
Na području Finske govori se 12 jezika koji pripadaju nekoliko različitih jezičnih skupina. Dva jezika su znakovni jezici gluhih osoba; finski i finsko-švedski znakovni jezik. Službeni su govorni jezici finski i švedski. 
Popis jezika:
- finski, 4.700.000 (1993)
- švedski, 296.000 (1997)
- kalo-finski romski, 10,000 (2001)
- karelski, 10.000 (1994)
- estonski, 6.000  (1993)
- olonecki, 5.170 (2000)
- finski znakovni jezik, 5.000 (Van Cleve 1986)
- tornedalski finski, 5.000 (Van Cleve 1986.)
- sjevernolaponski, 1.700 (2001)
- skoltski laponski, 400 (2001 popis)
- inarski laponski, 300 (2001)
- finsko-švedski znakovni jezik, 150 (2001)

## Obrana
Vojni rok od 11 mjeseci je obvezan za muškarce starije od 17 god. Finska ima vojsku, mornaricu i zračne snage, ali su vojne snage smanjene Pariškim mirovnim ugovorom iz 1947. na maksimalno 41.900 osoba. Godine 2001., oko 32.250 ljudi bilo je na služenju vojnog roka. Rezerva se sastoji od 500.000 ljudi. Godine 1994. Finska se pridružila programu „Partnerstvo za mir” kao prvi korak punom članstvu u NATO-u koje je stekla 4. travnja 2023. godine, postajući time 31. članica saveza.

## Obrazovanje
Školovanje je besplatno i obvezno od 7. do 16. godine. Nepismenost je gotovo nepostojeća. Uz redovno osnovno i srednje obrazovanje, postoje i škole narodne akademije i radnički instituti. Škole za odrasle su privatne, društvene ili provincijske te imaju podršku države. Finska provodi sustav srednjih usmjerenih škola, koje uključuju komercijalne, obrtničke, tehničke, trgovačke i poljoprivredne škole. Finski instituti višeg obrazovanja uključuju 13 sveučilišta i nekoliko koledža te škola za obuku nastavnika s godišnjim upisom od 205.000 studenata. Najveće je sveučilište ono u Helsinkiju.

## Kultura
Nakon osvajanja finskih plemena od Šveđana, domaća kultura je bila pod utjecajem Šveđana, koji traje i danas. Među seljacima su pjevane tradicionalne epske pjesme. Radovi u drvetu i tapeti su još uvijek dekorirani tradicionalnim ukrasima i spiralnim i sličnim jednostavnim geometrijskim oblicima. Među obrazovanim prevladala je švedska kultura.
Govorio se švedski jezik koji je, uz rijetke iznimke, bio i književni jezik zbog toga što su švedska umjetnost i arhitektura bile iz mnogo pravaca. Mnoge Finske građevine i umjetnički radovi oslikavaju talijanske, flamanske, njemačke i druge utjecaje. U 19. stoljeću obrazovani Finci počeli su oživljavati svoju nacionalnu tradiciju. U isto vrijeme nacionalna finska književnost nastaje na vlastitom jeziku. Parna kupka, sauna, koja nastaje lijevanjem  vode preko vrelih stijena, finski je izum. Finci veoma vole knjige, a biblioteke i muzeji su sastavni dio njihove kulture. Helsinška gradska knjižnica ima oko 2,1 milijuna svezaka, a sveučilišna 2,6 milijuna i služi kao nacionalna biblioteka. Finska ima 1.500 knjižnica širom zemlje.

## Gospodarstvo
Drugi svjetski rat je ostavio Finsku s ogromnim gospodarskim problemima uključujući visoku inflaciju, nezaposlenost i nepovoljna vanjskotrgovinska bilanca. Od tada se industrijski sektor širio do šezdesetih godina prošlog stoljeća.
Osim javnih ustanova, industrija i biznis su privatizirani. Državni proračun 1998. predviđao je 41,3 milijarde dolara proračunskih prihoda i 43,1 milijardu dolara proračunskih troškova. Porast domaće proizvodnje u 2000. g. bio je 121,5 milijarda USD.

### Poljoprivreda
Ratarstvo je uglavnom ograničeno na plodne priobalne regije. Samo 7 % površine Finske je pod poljoprivrednim kulturama. Većina farmi su manje od 20 hektara, a manje od 20 % farmi upošljava plaćene radnike. U 2001. godini usjevi su bili ječam, zob i pšenica (3,9 mil. m metričkih tona), i korjenasto povrće kao krumpir i šećerna repa (816.000 metr. tona). Životinje su uključivale 6 milijuna peradi, 1,1 milijun goveda, 1,3 milijuna svinja, 106.600 ovaca. Finska ima 414.000 pripitomljenih sobova. Oko 60 % šuma u Finskoj je u privatnom vlasništvu. Ulov ribe u 1997. je bio 196.513 metr. tona. Više od 1/3 ribe potječe iz unutrašnjih voda.

### Industrija
Drvna masa, papir, drvoprerađivačka industrija predstavlja značajan segment finske industrije. Ranih 1990-ih je proizvođeno oko 1,3 metr. tona papira godišnje. Proizvodnja ostalih papirnih i drvnih proizvoda ukupno iznosi 7,9 milijuna godišnje. Finska posjeduje industriju teških strojeva, metala, brodova, tiskarskog materijala, elektroindustriju, industriju hrane i pića, tekstilnu industriju, industriju odjeće, kemikalija, keramike i stakla.
Finska je značajan izvor bakra (proiz. 11.600 metr. tona 2000. g.), cinka, srebra (24 metr. tone), a krom, nikal i zlato se također iskopavaju. Papir, drvna masa i drvni proizvodi čine 40 % god. Finskog izvoza. Uvoz uključuje benzin, kemikalije, strojeve, transportnu opremu, grožđe, čelične proizvode, hranu i tekstil. Značajna trgovina se vodi s Njemačkom, UK, Švedskom, i drugim zemljama EU. 2000. g. uvoz je bio 32,6 milijardi dolara, a izvoz 44,5 milijardi dolara. Finska je član slobodne trgovinske unije od 1961., a u siječnju 1995. pridružila se Europskoj uniji. Radnog stanovništva je 2,6 milijuna (2000.). Radnike zastupaju radnički sindikati grupirani u dvije velike federacije: Središnja organizacija i Konfederacija plaćenih radnika.

## Transport
Sustav kanala koji povezuju Finska jezera s ostalim i s Finskim zaljevom predstavljaju jeftin i efikasan vid transporta za drvnu industriju. Oko 6600 km unutrašnjih voda su plovne. Željeznica je u državnom vlasništvu (dužina oko 5.836 km) Finska ima oko 77.900 km puteva 65 % asfaltiranih. Finnair obuhvaća inozemne letove u zemlji, Karair i Finnaviation opslužuju mnoge gradove. Glavna zračna luka u zemlji je Zračna luka Helsinki-Vantaa.

## Komunikacije
Vlada kontrolira telefonske službe, a Finska TV prenosi većinu TV i radio programa. Privatne TV stanice nude oko 20 sati komercijalnog programa tjedno. Oko 1/3 telefonije je u državnom vlasništvu. U 2000. je bilo 550 telefonskih linija na svakih 1000 stanovnika. Zemlja ima 1.498 radio i 622 TV prijemnika na 1000 domaćinstava 1997. g. Ima 56 dnevnih novina, te magazine, tjednike, mjesečnike i dr.

## Valuta i bankarstvo
Novčana jedinica je euro, uveden 1. siječnja 1999., a samo za elektronske transfere i finska valuta marka je korištena u ostalim slučajevima do 1. siječnja 2002., kada je euro postao službena valuta i prestala je upotreba marke. Budući da je prihvatila Euro, Finska mora slijediti ekonomska pravila Europske banke (ECB). ECB je u Frankfurtu i regulira posredovanje novcem.

## Vlada i zakonodavstvo
Finska je republika s demokratskim i parlamentarnim oblikom vlasti. Vlast je konstituirana i usvojena 1919. godine. Na čelu Finske je predsjednik izabran na šestogodišnji mandat direktnim glasovanjem. Vlada je izabrana od strane predsjednika i odobrena od parlamenta na čijem čelu je premijer. Glasaju stariji od 18 godina. Finski parlament je jedinstveno tijelo poznato kao Eduskunta. Njenih 200 članova je narod izabrao na 4 god. Izvršna vlast u pokrajinama pripada guverneru koji je izabran od strane predsjednika države. U Alandu koji ima autonomiju pokrajinsko vijeće biraju stanovnici, pokrajinski savjet bira izvršni savjet koji dijeli moć s guvernerom. Lokalni sudski sustav je podijeljen na općinske sudove u gradovima i distriktne sudove u ruralnim sredinama. Apelacijski sudovi su smješteni u Turku, Vaasi, Kuopiu, Kouvoli, Rovaniemiju i Helsinkiju. Vrhovni sud, čije je sjedište u Helsinkiju,  glavni je sud za civilne i kriminalne slučajeve.

## Socijalni sustav
Finski socijalni sistem dopušta nezaposlenim, bolesnim, nemoćnim i starim osiguranje, obiteljsku i dječju zaštitu, i nadoknadu invalidima. Medicinska zaštita se izdaje preko mjesta zaposlenja, ali nacionalnim zdravstvenim ciljem od 1972. omogućeno je osnivanje zdravstvenih centara u svim općinama i isključenje doktorskih honorara.

## Vanjske poveznice
- Finski parlament
- Vlada Finske  Arhivirana inačica izvorne stranice od 3. veljače 2005. (Wayback Machine)
- Predsjednik Finske